# Emiljano Vila
Emiljano Vila (Durrës, Comtat de Durrës, Albània, 12 de març de 1988) és un futbolista d'Albània. Juga de migcampista ofensiu i el seu equip actual és el PAS Giannina de la Super Lliga de Grècia.

## Clubs
| Club                         | País    | Temporades |
| ---------------------------- | ------- | ---------- |
| PAS Giannina                 | Grècia  | 2011       |
| KS Dinamo Tirana (cedit)     | Albània | 2010-2011  |
| NK Lokomotiva Zagreb (cedit) | Croàcia | 2009       |
| GNK Dinamo de Zagreb         | Croàcia | 2009-2011  |
| KS Teuta                     | Albània | 2005-2009  |